# Mestre Sinhozinho
Agenor Moreira Sampaio (1891-1962), más conocido como el Mestre Sinhozinho, fue un artista marcial y profesor de educación física brasileño. Desarrolló el extinto estilo carioca de capoeira, y es considerado en algunos círculos como el tercer gran maestro de este arte marcial después de Mestre Bimba y Mestre Pastinha.

## Biografía
Existe controversia sobre si su segundo apellido era Sampaio o Ferreira, pero el resto de su vida está bien documentado. Fue uno de los ocho hijos del militar y político brasileño José Moreira, que descendía del mismo autor del himno brasileño, Francisco Manoel da Silva. Agenor entrenó desde su infancia en boxeo, savate, lucha grecorromana y pulso, y también aprendió capoeira en los muelles de Santos, su ciudad. Sin embargo, cuando se familia se mudó a Río de Janeiro en 1908, se volvió hacia el estilo local de la capoeira carioca, una variación especialmente violenta asociada con criminales y policías militares a la par (una distinción no siempre muy clara en el Brasil de la época). Con el paso del tiempo, Moreira se convirtió en un maestro del deporte y recibió el nombre de guerra de "Mestre Sinhozinho", la palabra portuguesa para "señorito", debido a su procedencia acomodada.
Como su contemporáneo el Mestre Bimba, Sinhozinho abrió en 1930 una escuela de capoeira que apelaba a los segmentos más cultos y ricos de la población, buscando disociar el arte de su origen marginal. Sin embargo, a diferencia de la escuela de Bimba, la de Sinhozinho no estaba basada en un solo edificio, sino que la emplazaba en clubes y terrenos que le cedían sus patrocinadores por cierto tiempo, generalmente en los alrededores de la playa de Ipanema. Además, a diferencia de la mayoría de mestres, Sinhozinho se centraba solamente en la efectividad marcial, hasta el punto de abandonar la música, la instrumentación y toda tradición de la capoeira que no estuviera destinada al combate. Ha llegado a especularse que Bimba enfatizó los aspectos tradicionales del arte precisamente en respuesta al pragmatismo de Sinhozinho y sus coetáneos, como Anibal "Zuma" Burlamaqui. En cualquier caso, se ha acreditado a Sinhozinho con mantener la enseñanza de la capoeira en Río de Janeiro en tiempos difíciles. Fue además instructor de lucha cuerpo a cuerpo de la Policía Especial brasileña creada por el presidente Getúlio Vargas.
Moreira enfocaba la capoeira de una manera científica, descartando todo lo que no tuviera utilidad y adecuando sus métodos de entrenamiento a cada uno de sus aprendices. Construía sus propias máquinas y herramientas gimnásticas para perfeccionar los movimientos, y sometía a sus estudiantes a arduos entrenamientos de pesas para ganar fuerza y resistencia. Sinhozinho desestimó la ginga típica de la capoeira, sustituyéndola por un juego de pies más similar al del boxeo, y también introdujo técnicas de judo y lucha libre. También, de una manera innovadora, se ocupaba del aspecto psicológico del combate cuerpo a cuerpo: instruía a sus estudiantes a burlarse de sus oponentes para desconcentrarles y al mismo tiempo liberar su propia tensión. Finalmente, la capoeira carioca incluía también el uso de armas como el santo christo (navaja) y el petropolis (bastón o porra), y entre sus pocas tradiciones conservaba la de un antiguo juego de combate similar al batuque llamado roda de pernada, en la que los capoeristas intercambiaban salvajes patadas a las piernas.
El mismo Sinhozinho era conocido por ser un excelente atleta y luchador. Murió supuestamente invicto en pulsos de brazos, y aún en sus últimas décadas de vida podía someterse a ejercicios físicos de gran intensidad, realizándolos él mismo para enseñárselos a sus aprendices. Existe así mismo una anécdota según la cual Sinhozinho, al ver cómo un burro era atropellado y dejado agonizante en la calle, se acercó a él y lo remató piadosamente con un par de golpes bien escogidos. Sin embargo, nunca creó ninguna disciplina estandarizada, por lo que su estilo de la capoeira carioca murió con el propio Sinhozinho en 1962. El mestre terminó siendo más influyente como profesor de educación física y preparador de atletas que como capoerista. Entre sus aprendices estaban el futuro campeón panamericano de judo Rudolf Hermanny, los campeones de lucha Reinaldo Lima y Paulo Paiva, los atletas Paulo Amaral y Paulo Azeredo, y el futuro presidente del Comité Olímpico Silvio Padilha. Como curiosidad, el popular músico Antonio Carlos Jobim también entrenó durante años en su escuela.
La habilidad de los capoeristas cariocas queda ilustrada por un conocido desafío que Sinhozinho lanzó a Mestre Bimba en 1949. Tras aceptar el reto, Bimba se desplazó de su Bahia natal a Río de Janeiro junto con dos aprendices selectos, Jurandir y Fernando Perez, a fin de enfrentarlos a dos luchadores que Sinhozinho ofreciera. El encuentro se celebró en el Estádio Carioca, donde los dos capoeristas regionales compitieron contra los cariocas Rudolf Hermanny y Luiz "Cirandinha" Pereira Aguiar, y el resultado favoreció inmediatamente a Sinhozinho, ya que Jurandir y Perez fueron noqueados y gravemente heridos en cuestión de minutos. Se dice que Bimba quedó tan impactado con este giro de los acontecimientos que integró en su propio estilo los pocos movimientos que vio realizar a los cariocas. Además, el 17 de marzo de 1953, la escuela de Sinhozinho se enfrentó nada menos que a la familia Gracie en un evento de vale tudo. Hermanny y Cirandinha se enfrentaron esta vez a los luchadores de jiu-jitsu brasileño Guanair Gomes y Carlson Gracie, y el resultado del evento fue un sorprendente empate: Carlson sometió a Cirandinha, pero Hermanny, aunque no logró finalizar a Gomes, le propinó tal paliza que el púgil de los Gracie tuvo que ser llevado al hospital. En otro desafío, Hermanny también derrotó a un capoerista enemigo de Sinhozinho, el popular Artur Emídio.